# Tanba (Hyōgo)
Tanba (丹波市 Tanba-shi?) es una ciudad localizada en la prefectura de Hyōgo, Japón. En junio de 2019 tenía una población estimada de 62.015 habitantes y una densidad de población de 126 personas por km². Su área total es de 493,21 km².

## Geografía

### Localidades circundantes
- Prefectura de Hyōgo
  - Tanbasasayama
  - Nishiwaki
  - Asago
  - Taka
- Prefectura de Kioto
  - Fukuchiyama

## Demografía
Según datos del censo japonés, la población de Tanba ha disminuido en los últimos años.
| Año del censo | Población |
| ------------- | --------- |
| 1995          | 73.988    |
| 2000          | 72.862    |
| 2005          | 70.810    |
| 2010          | 67.757    |
| 2015          | 64.660    |